# Llaneces de la Barca
Llaneces de la Barca (en asturiano y oficialmente: Ḷḷaneces) es una aldea que pertenece a la parroquia de Parroquia de El Baradal en el concejo de Tineo (Principado de Asturias). Se encuentra a 569 m s. n. m. y está situada a 10 km de la capital del concejo, la villa de Tineo. 

## Población
En 2020 contaba con una población de 24 habitantes (INE, 2020) repartidos en un total de 15 viviendas (INE, 2010).